# Lou Donaldson
Lou Donaldson (Badin, 1 de novembro de 1926 – Daytona Beach, 9 de novembro de 2024) foi um saxofonista (alto) norte-americano de jazz.

## Carreira
Fez primeiras gravações liderando grupos pequenos com alguns dos primeiros representantes do bebop, como seu quarteto, com Horace Silver, Gene Ramey e Art Taylor; seu quinteto, com Silver, Blue Mitchell, Art Blakey e Percy Heath; seu sexteto, com Heath, Blakey, Kenny Dorham, Matthew Gee e Elmo Hope.
Em 1953, gravou também com o trompetista Clifford Brown e Philly Joe Jones. Em 1954, Donaldson juntou-se durante um breve período no conjunto Jazz Messengers e apareceu em um dos primeiros discos do gênero hard bop, A Night at Birdland.

## Discografia
Como líder
- 1952: Quartet/Quintet/Sextet
- 1957: Wailing with Lou
- 1957: Swing and Soul
- 1957: Jimmy Smith Trio + LD
- 1957: Lou Takes Off
- 1958: Blues Walk
- 1958: Light-Foot
- 1959: LD + 3
- 1959: The Time is Right
- 1960: Sunny Side Up
- 1960: Midnight Sun
- 1961: Here 'Tis
- 1961: Gravy Train
- 1961: A Man with a Horn
- 1962: The Natural Soul
- 1963: Good Gracious!
- 1963: Signifyin'
- 1964: Possum Head
- 1964: Cole Slaw
- 1964: Rough House Blues
- 1965: Musty Rusty
- 1965: Fried Buzzard
- 1966: Blowing in the Wind
- 1966: Lou Donaldson At His Best
- 1967: Lush Life
- 1967: Alligator Bogaloo
- 1967: Mr. Shing-A-Ling
- 1968: Midnight Creeper
- 1968: Say It Loud!
- 1969: Hot Dog
- 1970: Everything I Play is Funky
- 1970: Pretty Things
- 1970: The Scorpion
- 1971: Cosmos
- 1972: Sophisticated Lou
- 1973: Sassy Soul Strut
- 1974: Sweet Lou
- 1976: A Different Scene
- 1976: Color as a Way of Life
- 1981: Sweet Poppa Lou
- 1981: Forgotten Man
- 1982: Back Street
- 1984: Live in Bologna
- 1990: Play the Right Thing
- 1992: Birdseed
- 1993: Caracas
- 1995: Sentimental Journey

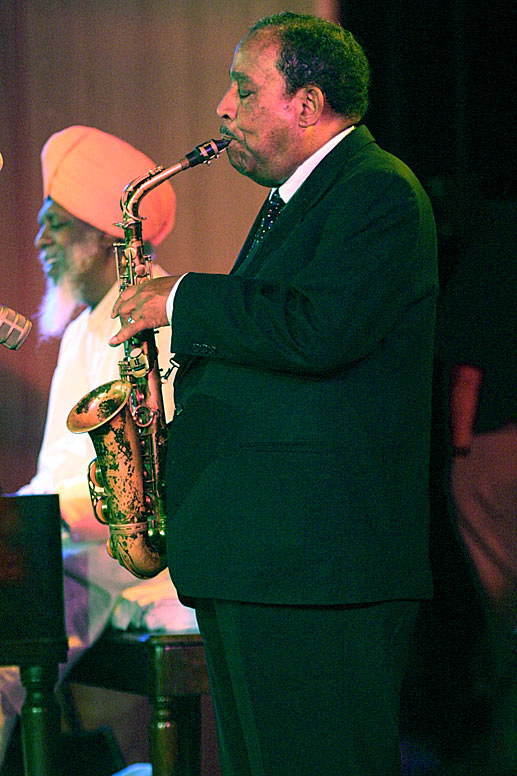
Donaldson (à direita) com Dr. Lonnie Smith. Foto por Tom Beetz

- 2000: Relaxing at Sea: Live on the QE2

## Morte
Donaldson morreu no dia 11 de novembro de 2024, aos 98 anos.